# 楊景翔
楊景翔（1981年—），臺灣劇場編劇、導演、演員、影視編劇，嘉義縣新港鄉人，畢業於國立嘉義高級中學、國立台灣藝術大學戲劇系、國立臺北藝術大學劇場藝術研究所導演組。
在臺北藝術大學攻讀劇場藝術研究所藝術碩士時，師從賴聲川、Lissa Tyler Renaud老師。曾任臺灣藝術大學客座助理教授，TVBS戲劇中心編劇統籌。現任臺灣藝術大學助理教授級專業技術教師。

## 導演作品
| 年份 | 團體／單位                             | 劇名                                                | 演出地點                                                                                     | 備註 |
| ---- | -------------------------------------- | --------------------------------------------------- | -------------------------------------------------------------------------------------------- | --- |
| 2003 | 臨界點劇象錄                           | 《令人作嘔的吶喊》                                  |                                                                                              | - 編劇、導演、演員                                                                                         |
| 2005 | 國立台灣藝術大學戲劇系                 | 《正在開鑿的出路》                                  | 國立台灣藝術大學實驗劇場                                                                     | - 獲得該屆實驗劇展最佳整體演出、最佳男主角、最佳服裝、最佳化妝等獎項                                       |
| 2005 | 台灣藝人館劇團                         | 《囚：》                                            | 國家戲劇院實驗劇場                                                                           | - 編劇、導演，前身為《正在開鑿的出路》                                                                     |
| 2007 | 前進下一波表演劇團                     | 《太平洋瘋人院》                                    | 台北市實驗劇場牯嶺街小劇場*4                                                                 | - 2007第四號作品                                                                                           |
| 2007 | 國立台北藝術大學戲劇學系               | 《安蒂岡妮》(Antigone)                                      | 國立台北藝術大學戲劇學系T305實驗劇場*4                                                       | - 劇本改編、導演                                                                                           |
| 2008 | 三缺一劇團                             | 《大家一起寫訃文》(An Obituary Written by Everybody)                                | 台北市皇冠小劇場*7                                                                           | - 「教育部文藝創作獎」得獎劇本                                                                             |
| 2008 | 兩廳院新人新視野戲劇篇                 | 《Untitled#沒有抬頭》(Untitled# Preparation)                             | 國家戲劇院實驗劇場*4                                                                         | - 『兩廳院新人新視野』戲劇篇Ⅰ                                                                              |
| 2008 | 國立臺北藝術大學劇場藝術研究所(表演組) | 《只有一個女人》(A Woman Alone by Dario Fo & Franca Rame)                                  | 國立台北藝術大學實驗劇場*2                                                                   | - 國立臺北藝術大學劇場藝術研究所(表演組)畢業製作                                                           |
| 2009 | 誠品聲音多媒體劇場【聽戲趣。】         | 《讀劇檔案#1─誰殺了我的孩子》(Play Reading #1 -- Blind Love)                     | 誠品書店信義店六樓視聽室*2                                                                   | - 劇本改編/導演                                                                                            |
| 2010 | 栢優座                                 | 《底比斯人》(The Thebans)                                      | 臺北市立社會教育館文山劇場*4                                                                 | |
| 2011 | 栢優座                                 | 《據說有戰爭在遠方》(The Abandoner)                              | 國家戲劇院實驗劇場*4                                                                         | |
| 2011 | 創作社劇團                             | 《我為你押韻——情歌》(Rhyme for you - Love Songs)                              | 台北市社教館文山劇場*2                                                                       | - 馮勃棣：第11屆台北文學獎得獎劇本 - CS監製作品1號                                                         |
| 2012 | 創作社劇團                             | 《我為你押韻——情歌》(Rhyme for you - Love Songs)                              | 台北市社教館文山劇場*6 上海靜安800秀劇場*2 桃園國立中央大學黑盒子劇場*2 高雄衛武營文化中心*2 | |
| 2013 | 創作社劇團                             | 《我為你押韻——情歌》(Rhyme for you - Love Songs)                              | 北京木马剧场*3                                                                               | - 第一届两岸三地青年戏剧节                                                                                 |
| 2013 | 創作社劇團                             | 《我為你押韻——情歌》(Rhyme for you - Love Songs)                              | 台北市華山1914四連棟B                                                                        | - 2013華山藝術生活節「焦點劇場」                                                                           |
| 2013 | 創作社劇團                             | 《檔案K》(File K)                                         | 台北市水源劇場*5                                                                             | - CS監製作品②號                                                                                            |
| 2013 | 楊景翔演劇團                           | 《在日出之前說早安》                                | 國家戲劇院實驗劇場*3 台北新光三越百貨A11館6樓*22 秀水廊劇院*2                                | - 2013兩廳院新點子劇展《一代粉絲：JAPAN》楊景翔 + 葉志偉 - 2014爆米花輕鬆劇場《蘿莉少女》 - 2014烏鎮戲劇節 |
| 2014 | 創作社劇團                             | 《我為你押韻——情歌》(Rhyme for you - Love Songs)                              | 高雄駁二藝術特區─正港小劇場*5 北京北京77剧场*5                                               | - 2014兩岸小劇場藝術節                                                                                     |
| 2014 | 同黨劇團「第二屆當代經典讀劇節」       | 《杏仁豆腐心》                                      | 信義誠品展演廳*1                                                                             | |
| 2015 | 楊景翔演劇團                           | 《明年，或者明天見》(See You Around)                              | 台北市水源劇場*14 高雄市大東文化藝術中心*2                                                   | - 2015新舞臺藝術節                                                                                         |
| 2015 | 高雄春天藝術節                         | 歌劇─《魔笛》(Magic Flute)                                     | 高雄市至德堂*2                                                                               | - 2015 KSAF 高雄春天藝術節                                                                                 |
| 2015 | 創作社劇團                             | 《我為你押韻─情歌》 (Rhyme for you - Love Songs) (首演版、巡演版、五人合體版) | 台北市水源劇場*10                                                                            | - CS監製作品1號                                                                                            |
| 2015 | 創作社劇團                             | 《愛滋味》(Touching My Mind)                                        | 台北市水源劇場*6                                                                             | - 編劇：詹傑(新北市文學獎) - CS監製作品3號                                                                 |
| 2016 | 創作社劇團                             | 《Holy Crab!異鄉記》(Holy Crab!)                              | 台北市水源劇場*6                                                                             | - 編劇：朱宜(第一屆全球泛華青年劇本競賽首獎)                                                               |

## 演出作品
- 2018年：創作社《媽媽歌星》演員，陳侑汝導演，水源劇場
- 2016年：臺灣國際藝術節(TIFA)，人力飛行劇團《公司感謝你》(Die Firma dankt)演員，魯茲‧胡伯納（Lutz Hübner）編劇，黎煥雄導演，國家實驗劇場*5
- 2015年：臺北藝術節(TAF)─楊景翔演劇團《雨季》(Monsun)演員，安雅．希苓（Anja Hilling）編劇、丹妮耶拉．克朗茲（Daniela Kranz）導演，臺北市立水源劇場*6
- 2013年：《狂人之血-戴洪軒音樂文學劇》演員，東吳大學松怡廳*1
- 2012年：創作社《拉提琴》演員，紀蔚然編劇、呂柏伸導演，國家戲劇院*3，獲選第十一屆臺新藝術獎年度十大表演藝術
- 2011年：國家文藝基金會新人新視野，《三十而立》演員，陳仕瑛導演，國家戲劇院實驗劇場，獲第十屆台新藝術獎第四季提名
- 2011年：飛人集社劇團《攜帶播音員─契訶夫聽覺計畫》(凡尼亞舅舅、三姊妹)聲音演員，夏夏導演
- 2010年：再拒劇團《自由時代》演員，黃緣文導演，牯嶺街小劇場
- 2010年：國立台北藝術大學戲劇系《明天我們空中再見》，上海戲劇學院 端鈞劇場*3，導演：林如萍，上海國際小劇場藝術節
- 2009年：創作社劇團，《愛錯亂》，角色：子超，創作社第19號作品，國家戲劇院實驗劇場*5
- 2007年：城市故事劇場《明天我們空中再見》，國家戲劇院實驗劇場*5，導演：林如萍
- 2005年：「誠品戲劇節—作家紀事」，《月光玫瑰》，吳洛纓導演，角色：台灣文學家楊魁
- 2005年：兩廳院帳棚藝術節－爆米花劇場－再拒劇團《咒》，黃思農導演
- 2005年：國立台灣藝術大學戲劇系 《Sylvia Plath and Ted Hughes》
- 2003年：同黨劇團 《藝陣人生》，邱安忱導演，國家戲劇院實驗劇場
- 2003年：臨界點劇象錄 第六屆志同道合劇展《令人作嘔的吶喊》

## 其他
- 2009年：華視《我在1949，等你》執行編劇
- 2010年：電視電影《黑貓大旅社》聯合編劇，徐麗雯導演，入圍德國女性影展、香港電影節、英國Terracotta獨立影展，羅馬亞洲電影節，2011高雄電影節閉幕片
- 2011年：客家電視台連續劇《阿戆妹》，戲劇指導、編劇統籌，入圍第47屆金鐘獎最佳編劇
- 2012年：短片《裙襬上的夏天》聯合編劇，入圍第34屆金穗獎最佳劇情片

## 註腳
1. ↑  .   [2013-10-09]. （原始内容存档于2019-09-24）.
2. ↑  .   [2013-10-09]. （原始内容存档于2019-10-14）.
3. ↑  于善祿：短評台灣藝人館《囚：》 （页面存档备份，存于），2006-01-19。
4. ↑  《我為你押韻─情歌》2012精彩再現台北場／上海場／中央場／高雄場現正倒數中！，2012-05-11。

## 外部連結
- 楊景翔的Facebook專頁
- YouTube上的楊景翔導演 紀錄短片
- 楊景翔的Instagram帳戶
- 楊景翔演劇團的Instagram帳戶
- 楊景翔演劇團的Facebook專頁 （页面存档备份，存于）
- 楊景翔演劇團的YouTube頻道 （页面存档备份，存于）